# Benediktinerinnenkloster Herzebrock
Das Benediktinerinnenkloster Herzebrock oder Stift Herzebrock in Herzebrock-Clarholz (Kreis Gütersloh, Nordrhein-Westfalen) wurde um 860 als Kanonissenstift gegründet. Im Jahr 1208 wurde es in eine Benediktinerinnen-Abtei umgewandelt. Es bestand bis zur Säkularisation 1803.
Noch heute befindet es sich im Besitz des Fürstenhauses zu Bentheim-Tecklenburg.

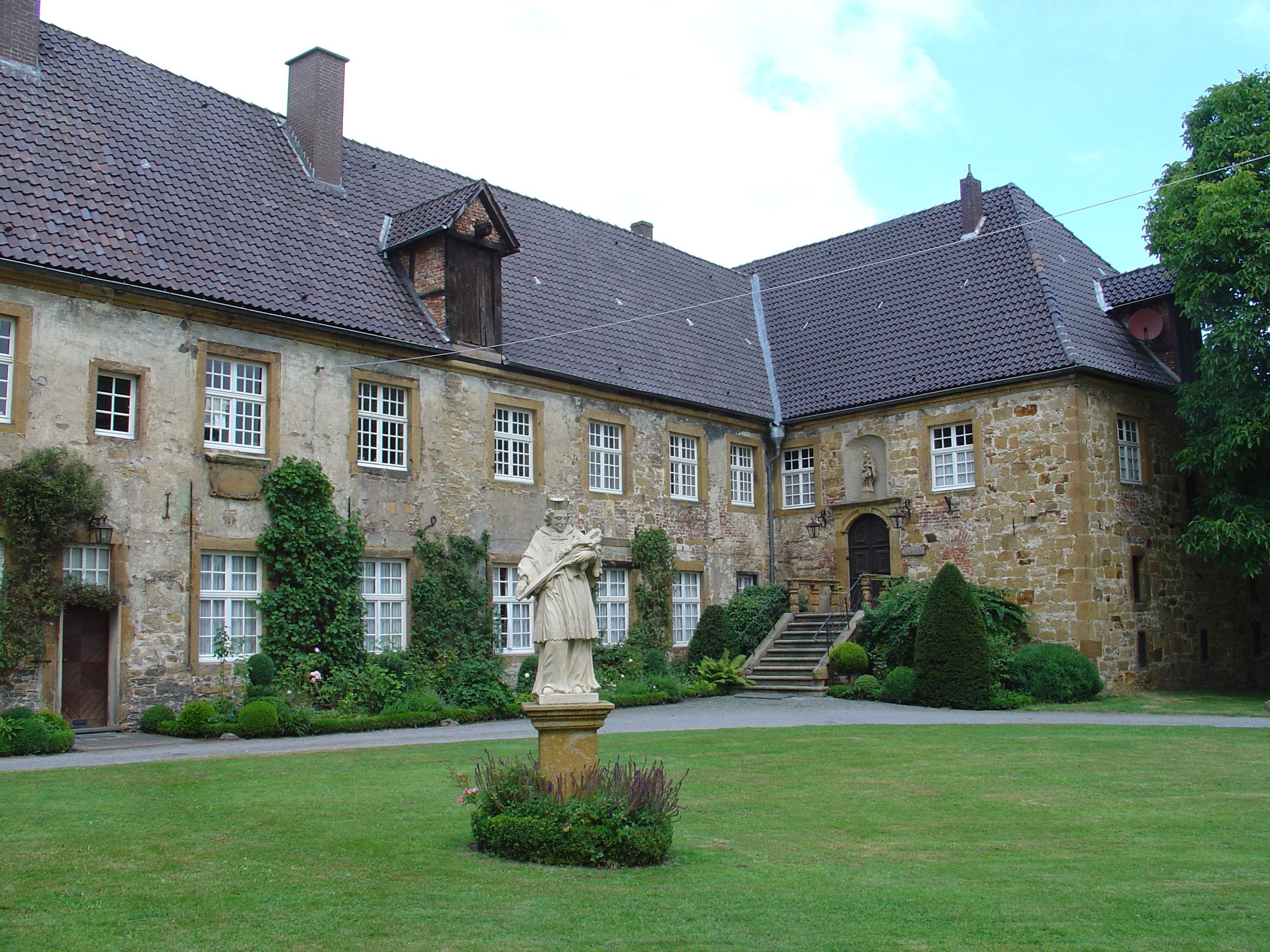
Konventshaus und Dormitorium

## Gründung
Gründerin des Kanonissenstift war eine Walburga, Witwe eines Eckhardus, der wahrscheinlich aus der sächsischen Familie der Ekbertiner stammte. Das Stift entstand auf Eigenbesitz der Familie und stand unter dem Schutz des Bischofs von Osnabrück, dem dafür Naturalabgaben zustanden. Materiell ausgestattet war das Stift zu Beginn mit 20 Meierhöfen. Ein Sohn Walburgas übergab ihm seinen gesamten Besitz mit der Verpflichtung einer lebenslangen Versorgung. Ein weiterer Sohn übernahm die Vogtrechte. Erste Äbtissin wurde Duda, eine Tochter von Walburga, die im Kloster Liesborn erzogen worden war. Anfangs war das Stift Maria geweiht.
Die Gründungsurkunde hat die Forschung indes als Fälschung aus dem 11. Jahrhundert erkannt. Allerdings scheint gesichert, dass ein adeliger Frauenkonvent noch im 9. Jahrhundert entstand, der damit der älteste im Bistum Osnabrück war.

## Kanonissenstift
Die Gründung als Kanonissenstift um 860 geht von der Anwendung der Aachener Regel von 816 den Institutiones Aquisgranenses aus.
Um das Jahr 900 erhielt die Einrichtung durch Bischof Egilmar von Osnabrück eine Reliquie der Heiligen Christina. Daher ist die Kirche St. Christina geweiht. Etwa hundert Jahre später erhielt es von Kaiser Otto II. auf Bitten seiner Frau Theophanu um 976 Immunität und Gerichtshoheit. Der Konvent konnte danach die Äbtissin frei wählen und hatte auch das Recht, den Vogt zu bestimmen. Im Jahr 1096 wurde ein Herimanus als Vogt genannt, der wohl aus der Familie der Grafen von Werl stammte. Später ging das Recht der freien Vogtswahl in der Praxis verloren. Lange Zeit war das Amt in der Hand der Herren zur Lippe. Seit 1465 lagen die Vogteirechte schließlich in den Händen des Hauses Bentheim-Tecklenburg-Rheda.
Im Jahr 1069 hat Benno II. versucht, wegen eines angeblichen Verfalls der Sitten das Stift nach Osnabrück zu verlegen und die Einrichtung in ein Kloster umzuwandeln. Dieses scheiterte. Dem Konvent gelang es, eine weitgehende Unabhängigkeit vom Bischof zu bewahren. In die Lebenszeit Bennos II. fällt die Entstehung der Älteren Herzebrocker Heberolle, eines Verzeichnisses der Einkünfte des Klosters Herzebrock, deren Abfassung möglicherweise von Benno II. persönlich veranlasst worden ist. Zahlreiche Orte in der näheren und weiteren Umgebung Herzebrocks werden erstmals in diesem Dokument erwähnt.

## Umwandlung in ein Benediktinerinnenkloster

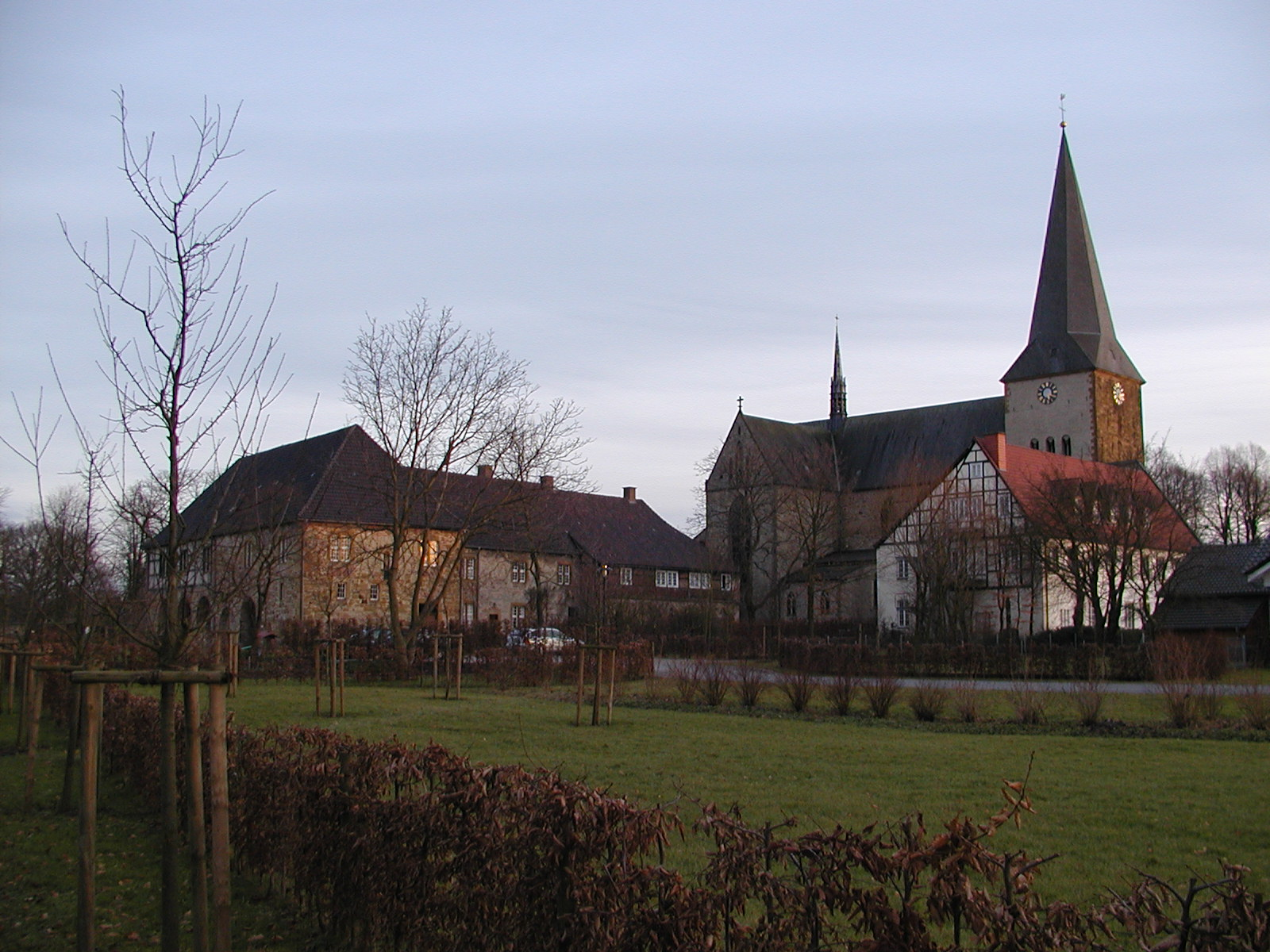
Kirche St. Christina

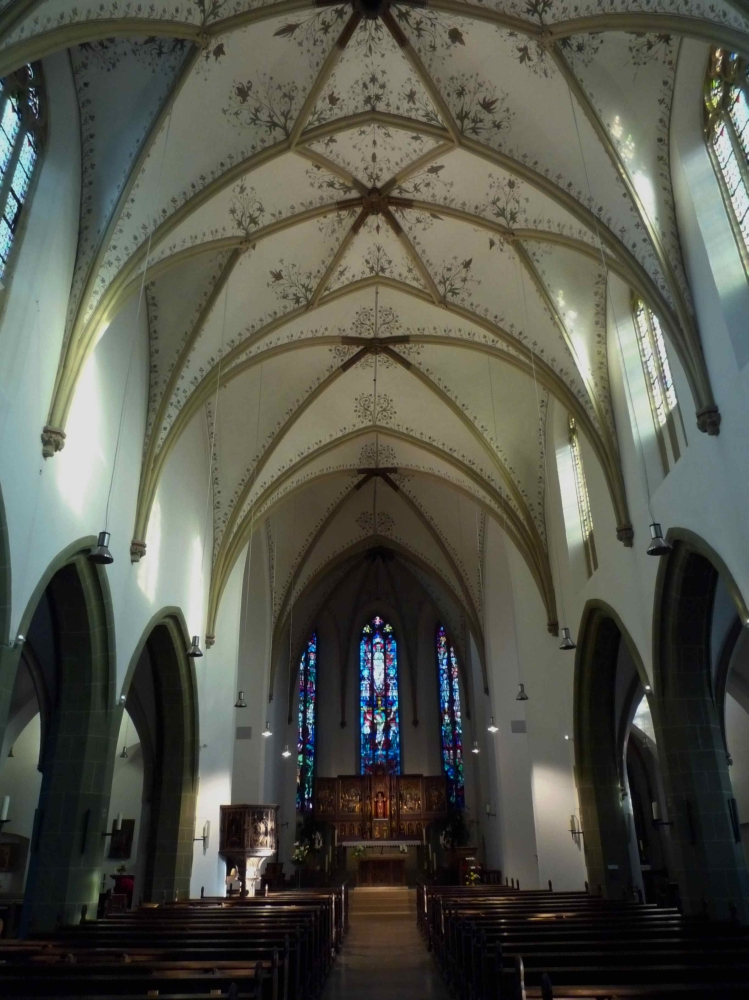
Innenraum von St. Christina Herzebrock

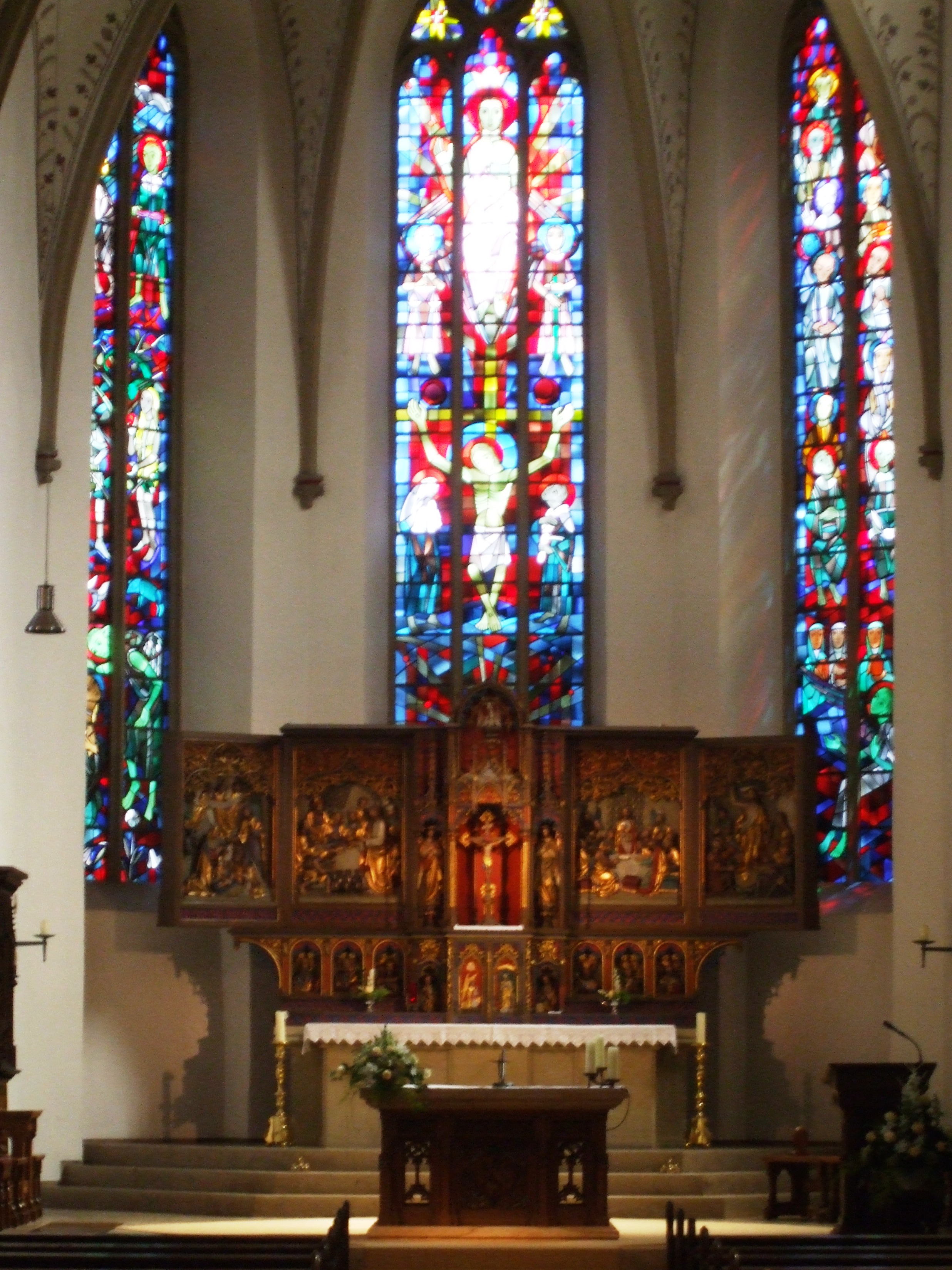
Blick in den Chorraum

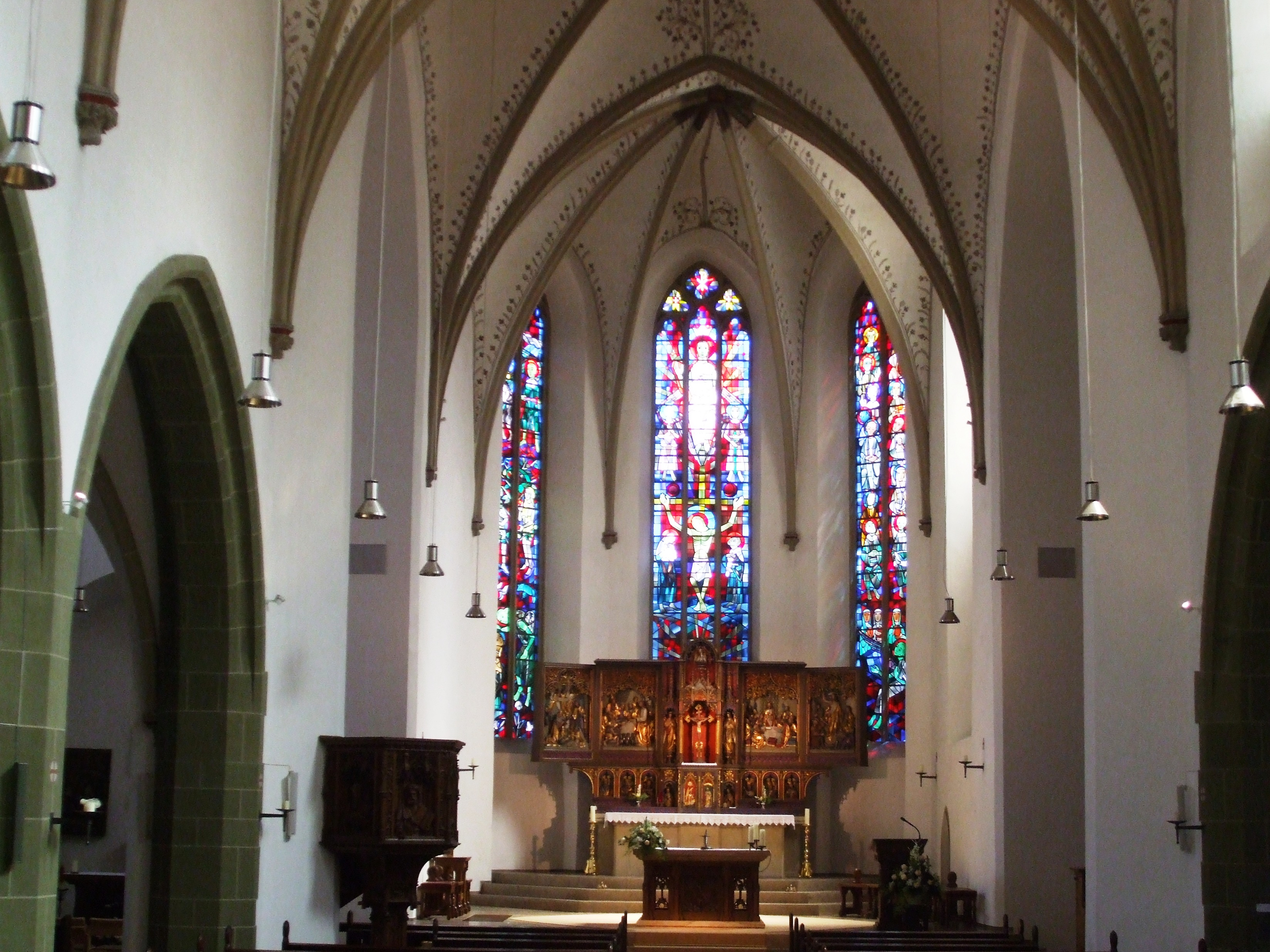
Innenraum

Im Inneren hielt sie an den kanonischen Lebensformen fest. Dies wurde von den regulierten Orden als Regellosigkeit und Disziplinlosigkeit kritisiert. Dies führte nach 1208 zusammen mit der an Schärfe zunehmende Konflikte mit dem Bistum dazu, dass der Bischof von Osnabrück Gerhard von Oldenburg, ungeachtet der kaiserlichen Privilegien, das Stift in ein Benediktinerinnenkloster umwandelte. Die Kanonissinnen traf dies nicht unvorbereitet, einige hatten sich schon materiell auf den Austritt aus der Gemeinschaft vorbereitet.
Erste Äbtissin wurde die Schwester des Bischofs Beatrix von Oldenburg. Zu dieser Zeit erhielt die Äbtissin auch die geistliche Gerichtsbarkeit, die zuvor beim Archidiakon in Wiedenbrück gelegen hatte. Dennoch, insgesamt war damit die Selbständigkeit Herzebrocks beendet, an die Stelle trat eine starke Abhängigkeit vom Bistum. In der Gemeinschaft selbst wurde die Stellung der Äbtissin gegenüber den übrigen Konventsangehörigen gestärkt. Der tiefgreifende Eingriff entgegen allen Rechten war nicht zuletzt deswegen möglich, weil die Vögte aus dem Haus der Herren zur Lippe dem Schritt keinen Widerstand entgegensetzten, sondern darin sogar Vorteile sahen.

## Krise im Spätmittelalter
Die Gemeinschaft wurde 1313 durch eine Brandkatastrophe stark betroffen und die Gebäude mussten fast gänzlich neu errichtet werden. Im Jahr 1419 wurde der Ablass für Wallfahrten zur Christinareliquie gewährt. Die Gläubigen, die am Fest der heiligen Christina nach Herzebrock wallfahrten, der Kirche ein Geschenk machten und zum Unterhalt des Konvents beitrugen, erhielten einen Ablass für hundert Tage.
Im 15. Jahrhundert litt die Gemeinschaft unter den Kriegen zwischen den Herren zur Lippe und den Grafen von Tecklenburg. Dabei fielen Teile des Klosterbesitzes wüst. Durch die Schutzlosigkeit gingen dem Kloster zahlreiche Güter verloren. Dem unrechtmäßigen Aneignen von Klostergut konnte auch durch eine Anweisung von Papst Nikolaus V. kein Ende gemacht werden. In dieser Zeit lebte die Gemeinschaft in großer Armut. Aber auch in geistlicher Hinsicht verfiel das Leben in Herzebrock. Die klösterliche Armut war der individuellen Eigentumsbildung gewichen.

## Klosterreform
Nach 1459 begann unter der Äbtissin Sophia von Stromberg (1426–1463) eine Reform des Klosterlebens. Sie stieß dabei auf erhebliche Widerstände im Konvent. Hilfe für eine Reform kam dabei auch von außen. Sophia von Münster (1463–1500), die auch aus einem anderen Konvent gekommen war, setzte die Reformen fort. Eine Voraussetzung war die Überwindung der materiellen Krise. Es gelang, insbesondere durch den Prokurator des Klosters Johann von Hamm, die wirtschaftlichen Verhältnisse zu ordnen.
Die Gemeinschaft schloss sich 1467 der Reformbewegung der Bursfelder Kongregation an. Während die meisten übrigen Frauenklöster nur durch die Unterwerfung unter die Aufsicht eines Männerklosters Teil der Kongregation wurden, gelang Herzebrock die Aufnahme als selbständiges Mitglied. Im Jahr 1475 wurde die Pfarrei Herzebrock dem Kloster unterstellt. Damit kamen auch die Einnahmen der Kirche dem Kloster zugute. Der Aufschwung, der mit der Reform verbunden war, zeigt sich unter anderem in den im Kloster entstandenen Handschriften an der Wende vom 15. zum 16. Jahrhundert. Es entstanden mystische Texte, Gebete und Andachten in niederdeutscher Sprache. Herzebrock wurde ein Mittelpunkt der benediktinischen Reform. Von hier aus wurden weitere Klöster reformiert. In geistlicher und wirtschaftlicher Hinsicht war diese Zeit der letzte Höhepunkt der Klostergeschichte.

## Zeit der Reformation

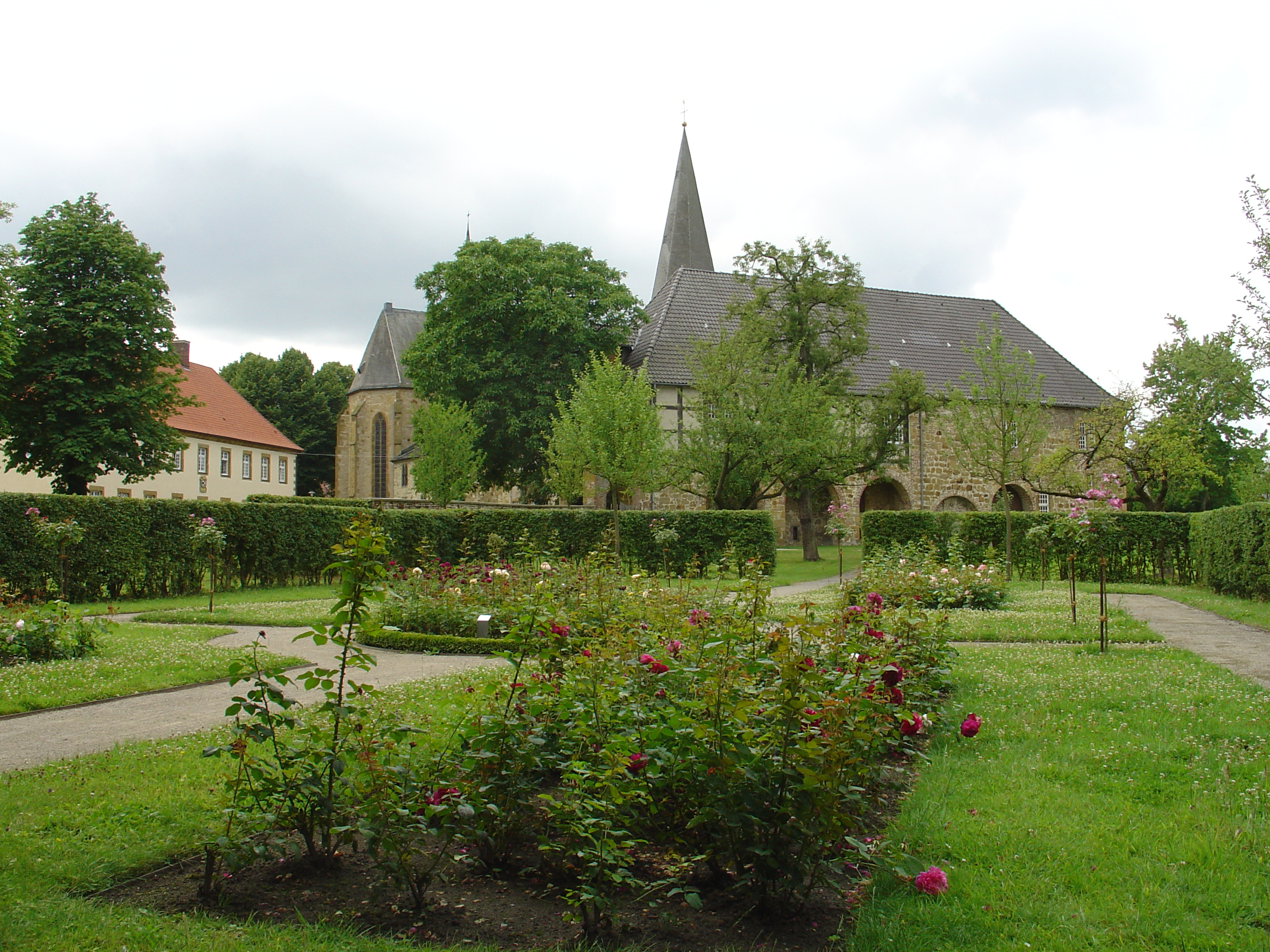
Rekonstruierter Klostergarten

Im Jahr 1543 wurde die Reformation in der Gemeinde durch Vogt Cord von Tecklenburg eingefügt. Auch Franz von Waldeck als Bischof von Osnabrück hat eine proreformatorische Politik betrieben. Es gelang der Äbtissin Anna von Ascheberg (1533 bis 1564) mit Geschick und Diplomatie, dem Konvent die Beibehaltung des bisherigen Ritus zu ermöglichen. In der späteren Chronik der Herzebrocker Klosterschreiberin Anna Roede (um 1500 bis 1578) findet sich eine lebendige Schilderung der Ereignisse.
Nach der Niederlage der Protestanten im Schmalkaldischen Krieg war Franz von Waldeck zur Rückkehr zur alten Kirche gezwungen. Bereits 1547 folgte die Rückkehr auch der Gemeinde zum Katholizismus. Die Unstimmigkeiten mit den Grafen von Tecklenburg wurden im Bielefelder Vergleich von 1565 beendet. Das Kloster bezahlte dafür einen hohen Preis, musste es doch die Landesherrschaft der Tecklenburger anerkennen.
Im Vergleich mit anderen Frauenklöstern der Zeit waren die religiösen und sittlichen Verhältnisse in Herzebrock nur in geringen Maße von Verfallserscheinungen geprägt.

## 17. und 18. Jahrhundert
Während des Dreißigjährigen Krieges wurde das Kloster mehrfach geplündert und ausgeraubt. In Gefahrenzeiten floh die Gemeinschaft nach Wiedenbrück, wo der Konvent ein Haus besaß. Nach dem Ende des Krieges verbesserte sich die wirtschaftliche Lage wieder und unter Äbtissin Anna Magdalena von Schüren (1695 bis 1723) wurden neue Gebäude errichtet. Auch im 17. Jahrhundert haben Visitatoren zwar gewisse Punkte an der Lebensführung der Nonnen geäußert, diese gingen aber nicht so weit wie in vergleichbaren Klöstern.
Im 18. Jahrhundert verstärkte sich das Interesse an der eigenen Vergangenheit. So schrieb der Prokurator Matthias Becker eine Geschichte des Klosters. Es entstand auch ein Gemäldezyklus zur Klostergeschichte.
Im Jahr 1803 folgte die Säkularisation, die Ordensgemeinschaft wurde im Haus Bosfeld bei Rheda-Wiedenbrück einquartiert. Noch heute befinden sich Kloster Herzebrock und Haus Bosfeld im Besitz des Fürstenhauses zu Bentheim-Tecklenburg.

## Baulichkeiten und Ausstattung

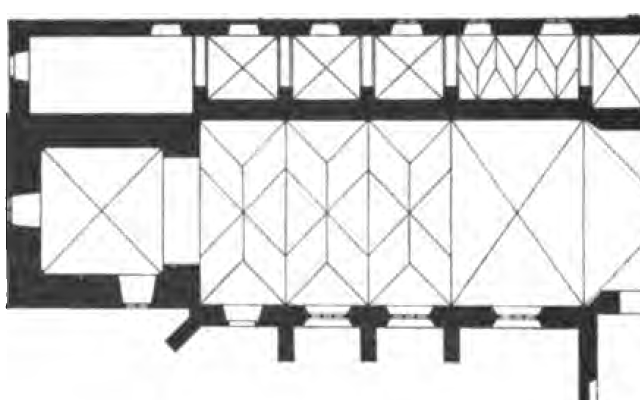
Grundriss vor der Erweiterung 1900

Eine erste Kirche war aus Holz. Ein romanischer Nachfolgebau wurde in Stein errichtet. Der Westturm der heutigen Kirche stammt noch aus romanischer Zeit (um 1200). Um 1474 erfolgte ein Neubau des einschiffigen Langhauses und des Chores mit vier längsrechteckigen Jochen im spätgotischen Stil. Die Joche sind mit einer farbigen Rankenmalerei ausgemalt. Besonders üppig ist die Malerei in den drei westlichen Jochen. In dieser Zeit entstand auch ein Kreuzgang. Zur Innenausstattung gehörte der Rosenkranzaltar. Teile des später zerlegten Altars befinden sich im Kunstmuseum Münster und in der National Gallery in London, sie werden einem unbekannten Meister zugeschrieben.
Zwischen 1696 und 1703 wurden Abtei- und Konventsgebäude im barocken Stil neu errichtet.
Nach der Säkularisation kam es zum Abriss verschiedener Gebäude. Im Jahr 1900 wurde der Kreuzgang abgerissen. Ein Jahr später erfolgte der Ausbau der Kirche zu einer dreischiffigen Basilika. Dabei wurde in die Substanz des bestehenden Baues eingegriffen. Im Jahr 1958 wurden Restaurierungsarbeiten ausgeführt. Der Klostergarten wurde zu Beginn des 21. Jahrhunderts rekonstruiert. Heute befindet sich in den Gebäuden ein kleines Museum. Die Reste des Kreuzganges waren im August 2010 Denkmal des Monats in Westfalen-Lippe.
Der Prälatenweg verbindet das Kloster Herzebrock mit den Klosteranlagen Clarholz und Marienfeld.

## Äbtissinnen
1. 2. Hälfte 9. Jh.: Duda
2. 976: Sigiburg
3. um 1080–um 1097: Fretherun
4. Gerswith
5. Eila
6. † um 1208: Goda
7. 1208–1212: Beatrix von Oldenburg
8. 1212–nach 1230: Floria

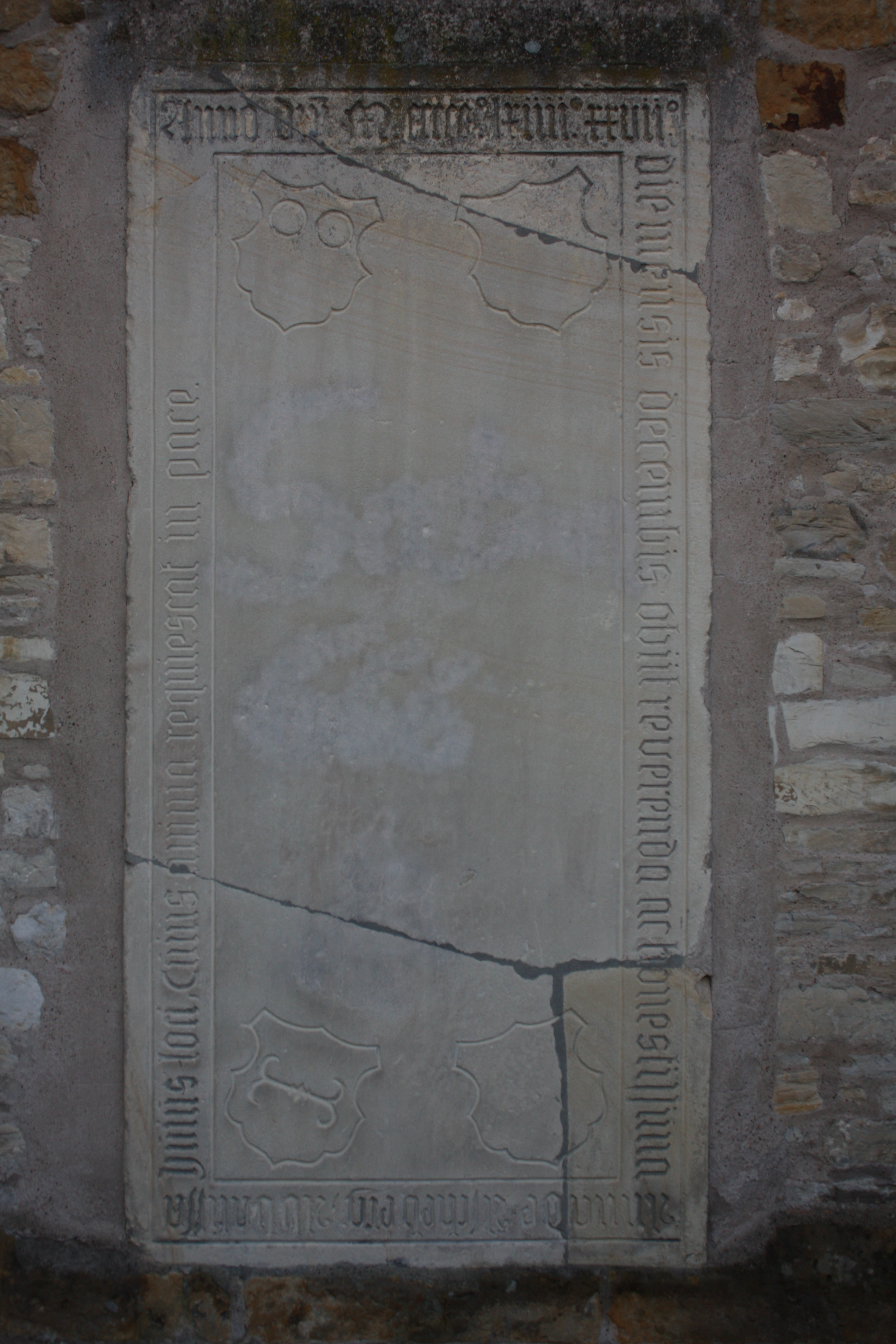
Grabplatte der Äbtissin Anna von Ascheberg

9. um 1244–um 1246/48: Alheidis von Rüdenberg
10. um 1248–1270/80: Cunegundis
11. um 1280–1283: Gertrudis
12. um 1283–1329: Odradis
13. 1329–1354: Mechthild von Solms
14. 1355–1380: Elisabeth Wegansen
15. 1380–1426: Elisabeth Korff
16. 1422–1463: Sophia von Stromberg
17. 1463–1500: Sophia von Münster
18. 1500–1516: Sophia von Goes
19. 1516–1533: Elisabeth von der Asseburg
20. 1533–1564: Anna von Ascheberg
21. 1564–1601: Anna von der Recke
22. 1601–1615: Elisabeth Knipping
23. 1615–1633: Margaretha Spyker
24. 1634–1666: Maria von Amerungen
25. 1666–1676: Theodora von Padevorth
26. 1676–1695: Anna Catharina von Berswordt
27. 1695–1723: Anna Magdalena von Schüren
28. 1724–1729: Maria Felicitas von Alten
29. 1729–1737: Maria Henrica von Plettenberg
30. 1737–1741: Helena Dorothea von Donop
31. 1741–1762: Maria Theresia von Wrede
32. 1762–1789: Maria Barbara von Doetinchem
33. 1789–1798: Josepha von Amelunxen
34. 1798–1803: Eleonora von Grevingen